# Hiroshi Kagawa
Hiroshi Kagawa (en japonés: 賀川 浩; Kobe, Imperio del Japón; 29 de diciembre de 1924 - Kobe, Japón; 5 de diciembre de 2024) fue un periodista japonés y futbolista que jugó en la posición de delantero.

## Carrera

### Futbolista
Jugó toda su carrera con el Osaka SC de 1941 a 1952, donde llegó a la final de la Copa del Emperador en 1952, donde tuvo como compañeros de equipo a Taro Kagawa, Taizo Kawamoto y Toshio Iwatani.

### Periodista
Graduado en la Universidad de Kōbe, comenzó su carrera en 1951; al año siguiente consiguió empleo en Sankei Shimbun, y fue editor para Sankei Sports de 1974 a 1984. En 1990, ya como periodista independiente, produjo el Japan Soccer Archive para el Museo del Fútbol de Japón en 2007.
Tres años después fue seleccionado para formar parte del Salón de la Fama del fútbol japonés, además de ir a diez ediciones de la Copa Mundial de Fútbol, la última en 2014, con 89 años, el periodista más viejo en dar cobertura al mundial. Un año después, recibió en Premio Presidencial de la FIFA durante el FIFA Balón de Oro 2014 de manos del presidente Sepp Blatter.